# Tables de Tolède
Les Tables de Tolède, ou Tables tolédanes, en arabe : الزيج الطليطلي, Al Zīj At Ṭulayṭali, sont des tables astronomiques qui ont été utilisées pour prédire le mouvement du Soleil, de la Lune et des planètes par rapport aux étoiles fixes. Elles ont été compilées vers 1080 par un groupe d'astronomes de Tolède (Espagne) et sont le résultat d'ajustement de tables préexistantes pour la latitude de Tolède, d'où elles tirent leur nom
Les tables étaient en partie basées sur le travail de al-Zarqali, un mathématicien, astronome et astrologue arabe qui a travaillé à Cordoue, al-Andalus. Gérard de Crémone (1114–1187) a traduit en latin les Tables de Tolède, compilation la plus connue en Europe à cette époque. Au XIIIe siècle, Campanus de Novare a construit des tables pour le méridien de Novare à partir des Tables de Tolède. Lee Tables tolédanes ont été supplantées par les tables alphonsines qui ont été produites sous l'impulsion du roi Alphonse X de Castille vers 1270.